# Macropharyngodon
Macropharyngodon ist eine Gattung kleiner Junkerlippfische (Julidinae). Alle zehn Arten leben in den tropischen Bereichen des Indopazifik, einige davon endemisch in einem Gebiet.

## Merkmale
Macropharyngodon-Arten haben einen für Junkerlippfische relativ hochrückigen  Körper. Sie zeigen einen ausgeprägten Geschlechtsdimorphismus, d. h. Weibchen und Männchen sehen völlig unterschiedlich aus. Jungfische sind immer Weibchen. Werden sie zu Männchen, so färben sie sich innerhalb von 11 bis 90 Tagen um. Meist haben beide Geschlechter ein Fleckenmuster, weshalb sie auch Leoparden-Junker genannt werden. Sie werden 10 bis 15 Zentimeter lang. Die Männchen haben lange Zähne im Oberkiefer, mit denen sie sich bei der Paarung am Weibchen festbeißen.

## Verhalten
Die Fische leben in Haremsverbänden mit einem Männchen und 15 bis 20 Weibchen in Tiefen bis fünfzehn Metern über Sand- oder Geröllboden, wo sie von bodenbewohnenden Wirbellosen leben. Sie graben sich nachts in den Sand ein, auch Jungfische flüchten zum Schutz in den Sand.

## Fortpflanzung
Die Paarung wird von einem laichbereiten Weibchen eingeleitet, das auf das Männchen zuschwimmt, ihm den Bauch zudreht und dann plötzlich weg schwimmt. Das wird so lange wiederholt, bis das Männchen folgt. Das Ablaichen findet immer in sehr starker Strömung statt, z. B. in Riffkanälen oder beim Gezeitenwechsel. Das Männchen beißt sich mit seinen großen Eckzähnen am Weibchen zwischen Auge und Kiemendeckel fest, beide schwimmen sehr schnell zur Wasseroberfläche und geben Eier und Spermien ab. Danach sinken beide zu Boden und das Männchen gibt seine Partnerin frei.
Die Fische können in nicht zu kleinen und gut gepflegten Meerwasseraquarien gehalten werden und haben da auch schon abgelaicht.

## Arten

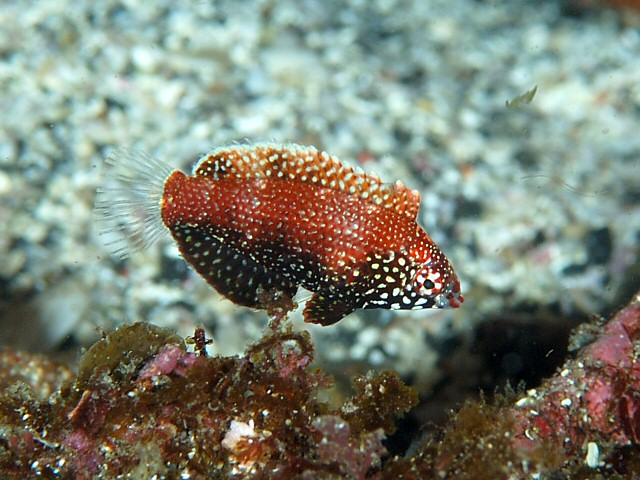
Macropharyngodon negrosensis

- Diamant-Junker (Macropharyngodon bipartitus Smith 1957)
- Coats Leoparden-Junker (Macropharyngodon choati Randall 1978)
- Blaupunkt-Junker (Macropharyngodon cyanoguttatus Randall 1978)
- Kurznasen-Junker (Macropharyngodon geoffroy (Quoy & Gaimard 1824))
- Kuiters Leoparden-Junker (Macropharyngodon kuiteri Randall 1978)
- Macropharyngodon marisrubri Randall, 1978
- Leoparden-Junker (Macropharyngodon meleagris (Valenciennes 1839))
- Moyers Leoparden-Junker (Macropharyngodon moyeri Shepard & Meyer 1978)
- Schwarzer Leoparden-Junker (Macropharyngodon negrosensis Herre 1932)
- Pailletten-Junker (Macropharyngodon ornatus Randall 1978)
- Macropharyngodon pakoko Trottin, Williams & Planes, 2014
- Viviens Leoparden-Junker (Macropharyngodon vivienae Randall 1978)